# Mary Paz Pondal
Mary Paz Pondal, née le 8 octobre 1942 à Oviedo (Asturies), est une actrice espagnole de théâtre, de cinéma et de télévision.

## Biographie
Mary Paz commence de façon précoce, se produisant dans des festivals caritatifs en Asturies. À seize ans, elle vient à Madrid pour des études de comédie avec Mercedes Prendes (es). Elle fait ses premiers pas sur scène en 1956 dans la pièce La Celestina, mise en scène par José Osuna, en interprétant le personnage de Melibea.
Elle fait ses débuts au cinéma en 1959 avec un petit rôle secondaire dans El Lazarillo de Tormes, de César Fernández Ardavín. C'est le premier d'une cinquantaine de films auxquels elle participe dans les 50 années suivantes. Elle a aussi une carrière soutenue à la télévision (TVE). Elle joue dans divers genres, du drame (Canción de cuna, 1961, de José María Elorrieta ; El camino, 1963, d'Ana Mariscal) à la comédie (El astronauta (es), 1970, de Javier Aguirre ; La graduada (es), 1971, de Mariano Ozores ; El padre de la criatura, 1972, de Pedro Lazaga, avec Paco Martínez Soria ; Las autonosuyas (es), 1983, de Rafael Gil). En particulier, elle a joué dans l'un des chefs-d'œuvre de Luis Buñuel, Tristana (1970).
Au théâtre, elle monte dès les années 1960 sur les principales scènes madrilènes, avec des acteurs comme Juanjo Menéndez (dans El pecado vive arriba, 1960), Jorge Vico (dans Los inocentes de la Moncloa, 1964), Antonio Casal (dans ¡Quiero ver a Miusov!, 1966). Elle a tenu des rôles mémorables, par exemple dans ¡Ay Molinera! mis en scène par Luis Escobar au Teatro Reina Victoria.
Dans les années 1980, elle dirige, avec Carlos Lemos (es), la compagnie de théâtre Tirso de Molina, et met en scène, entre autres, El baile (es) (1982), d'Edgar Neville. Dans les années 1990, elle se prête à la lecture de poésie d'auteurs tels que Antonio Machado, Federico García Lorca et Miguel Hernández, sans cependant abandonner la scène avec par exemple en 1999 La novia del príncipe, de Juan José Alonso Millán.

## Vie familiale
Elle a été mariée avec le metteur en scène Fernando Pereira de 1972 à 2004 année de sa mort. Ils ont eu un fils.

## Théâtre (sélection)
- 1960 : El pecado vive arriba
- 1964 : Los inocentes de la Moncloa
- 1966 : ¡Quiero ver a Miusov!
- 1967 : Ay molinera
- 1968 : La viuda de Dupont
- 1969 : La Celestina[6]
- 1970 : No despiertes a la mujer de tu prójimo
- 1975 : El afán de cada noche
- 1977 : A media luz los tres
- 1982 : El baúl del los disfraces
- 1982 : El baile
- 1988 : La decente
- 1990 : El rayo
- 1990 : Don Juan Tenorio
- 1999 : La novia del príncipe
- 2000 : Gente guapa... gente importante[7]
- 2020 : Covid 19

## Filmographie (partielle)
- 1959 : El Lazarillo de Tormes de César Fernández Ardavín
- 1961 : Les Religieuses (Canción de cuna), de José María Elorrieta
- 1963 : Couple interdit (El juego de la verdad) de José María Forqué
- 1963 : Le Chemin (El camino), d'Ana Mariscal : La Mica
- 1966 : Ça barde chez les mignonnes (Residencia para espías), de Jesús Franco : Ilse
- 1966 : Per un pugno di canzoni de José Luis Merino : femme espagnole
- 1970 : Un homme nommé Apocalypse Joe (Un uomo chiamato Apocalisse Joe) de Leopoldo Savona : Rita
- 1970 : El astronauta (es), de Javier Aguirre
- 1970 : Tristana, de Luis Buñuel : une jeune femme
- 1971 : La graduada (es), de Mariano Ozores
- 1972 : El padre de la criatura (es), de Pedro Lazaga
- 1983 : Las autonosuyas (es), de Rafael Gil
- 2002 : Historia de un beso, de José Luis Garci : Tante Federica